# Mars Exploration Program
Mars Exploration Program je projekt NASA, který zahrnuje všechny americké bezpilotní mise k Marsu. První mise programu byla spuštěna roku 1964. Součástí tohoto projektu jsou také vozítka Curiosity, Spirit a Perseverance. Cílem tohoto projektu je vyzkoumat geologickou historii Marsu a také zjistit informace potřebné pro přistání člověka na Marsu. Díky velkým dotacím od vlády USA dochází k neustálému vývoji dalších vozítek (roverů), landerů a orbiterů.

## Historie[2]
V roce 1964 vznikly sondy Mariner 3 a Mariner 4. Zatímco Mariner 3 shořel při startu, Mariner 4 pořídil první fotografii Marsu v historii. Mariner 3 i 4 byly orbitery. V roce 1969 byl vypuštěn Mariner 6 a následně Mariner 7. Jejich hlavním úkolem bylo zkoumat atmosféru Marsu. Obě sondy pořídily stovky fotografií povrchu. Roku 1971 se na oběžnou dráhu Marsu dostaly orbitery Mariner 8 a Mariner 9. Tyto dvě sondy vytvořily první fotografie měsíců Marsu Phobos a Deimos.
Roku 1975 byl spuštěn projekt Viking. Na Marsu v tomto roce přistály orbitery a landery Viking 1 a Viking 2. Tyto dva landery byly první lidmi vytvořené předměty, které přistály na povrchu Marsu. Vytvořily sérii fotografií. Jejich hlavním účelem bylo udělat 3 experimenty, během kterých bylo zjištěno, jaké složení mají marsovské soli a zdali je na Marsu stopa života.
Další misí byl až v roce 1992 MARS OBSERVER. S tímto orbiterem však byl ztracen kontakt při vstupu do horního okraje marsovské atmosféry.
V roce 1996 přistál na Marsu rover Pathfinder. Na Zemi odeslal fotografie povrchu a také kompletní analýzu skal a solí z povrchu Marsu. Naměřil také úplně první data o větrech a počasí na Marsu. V témže k Marsu doletěl orbiter Mars Global Surveryor. Tento orbiter studoval atmosféru, vnitřní stavbu Marsu a také polární čepičky, přičemž poslal první data o tom, z čeho se kompletně skládají. Vytvořil také první 3D model Marsu.
V roce 1998 mířil k Marsu orbiter Mars Climate Orbiter, ale stejně jako s o rok později vypuštěnými zařízeními Mars polar lander a Deep Space 2, byl při dosažení správné výšky ztracen kontakt.
V roce 2001 byl vypuštěn orbiter Mars Odyssey. Tento orbiter udělal mapu geologického složení Marsu. Orbiter také hledal podzemní vodu.
V roce 2003 na Marsu přistály rovery Spirit a Opportunity. Jajich hlavním úkolem bylo zkoumat povrch, atmosféru a skály na Marsu. Dále také vyhledávaly a analyzovaly soli a horniny na Marsu. V témže roce se na oběžnou dráhu dostal orbiter Mars Express, který vznikl ve spolupráci ESA a ISA.
Mars Reconnaissance Orbiter zkoumal od roku 2005 minerály a struktury na Marsu. V roce 2007 byl vypuštěn Phoenix Scout. Tento lander na Marsu zkoumal geologické složení a vytvářel geologické mapy Marsu. Zároveň na Zemi odesílal informace o mlze, počasí nebo prachových bouřích.
V roce 2011 začal pracovat rover Curiosity. Ten měl přístroje na zkoumání geologického složení Marsu. Dále měl také 17 kamer, které snímaly okolí a vytvářely panoramata. Rover hledal také stopy organických látek v horninách na povrchu.
V roce 2013 se na oběžnou dráhu dostal orbiter MAVEN, který zkoumá atmosféru Marsu.
V roce 2016 začal projekt EXOMARS tím, že do atmosféry Marsu vstoupil orbiter Trace Gas Orbiter.
18. února 2021 na Marsu přistálo dosud nejmodernější vozítko Perseverance, které je součástí programu Mars 2020.

## Cíle[1]
Program má 4 cíle:
- Zjistit, zda je na Marsu život: Výzkum života na Marsu je jedním z hlavních důvodů, proč jsou na tyto mise vykládány takové prostředky. Podle vědců by bylo zjištění toho, že je na Marsu život, klíčové pro osidlování Marsu lidmi. Probíhají dvě části tohoto výzkumu:

1. Je na Marsu nyní život? Může v marsovských podmínkách přežít nějaký organismus?
2. Byl na Marsu život? A co způsobilo jeho vymizení?

- Vyzkoušet moderní technologie: Moderní technologie, které jsou v rámci misí testovány, by byly klíčové pro přistání a dlouhodobý pobyt člověka na Marsu.
- Zkoumat počasí: Vyzkoumat, jestli je počasí na Marsu takové, že by potencionálně umožnilo přistání člověka a dlouhodobé osídlení Marsu. Zároveň může také zkoumat, jak se měnilo klima v průběhu posledních milionů let, čímž by mohl být vylepšen boj proti změnám klimatu.
- Zkoumat geologii: Zjistit, zda jsou na Marsu strategické suroviny, které by měly využití pro člověka, případně zda lze v půdě, která se na Marsu nachází, pěstovat pozemské plodiny. Dále také zjistit, jak se Mars vyvíjel a jak se jeho vývoj lišil od vývoje Země.

## Galerie

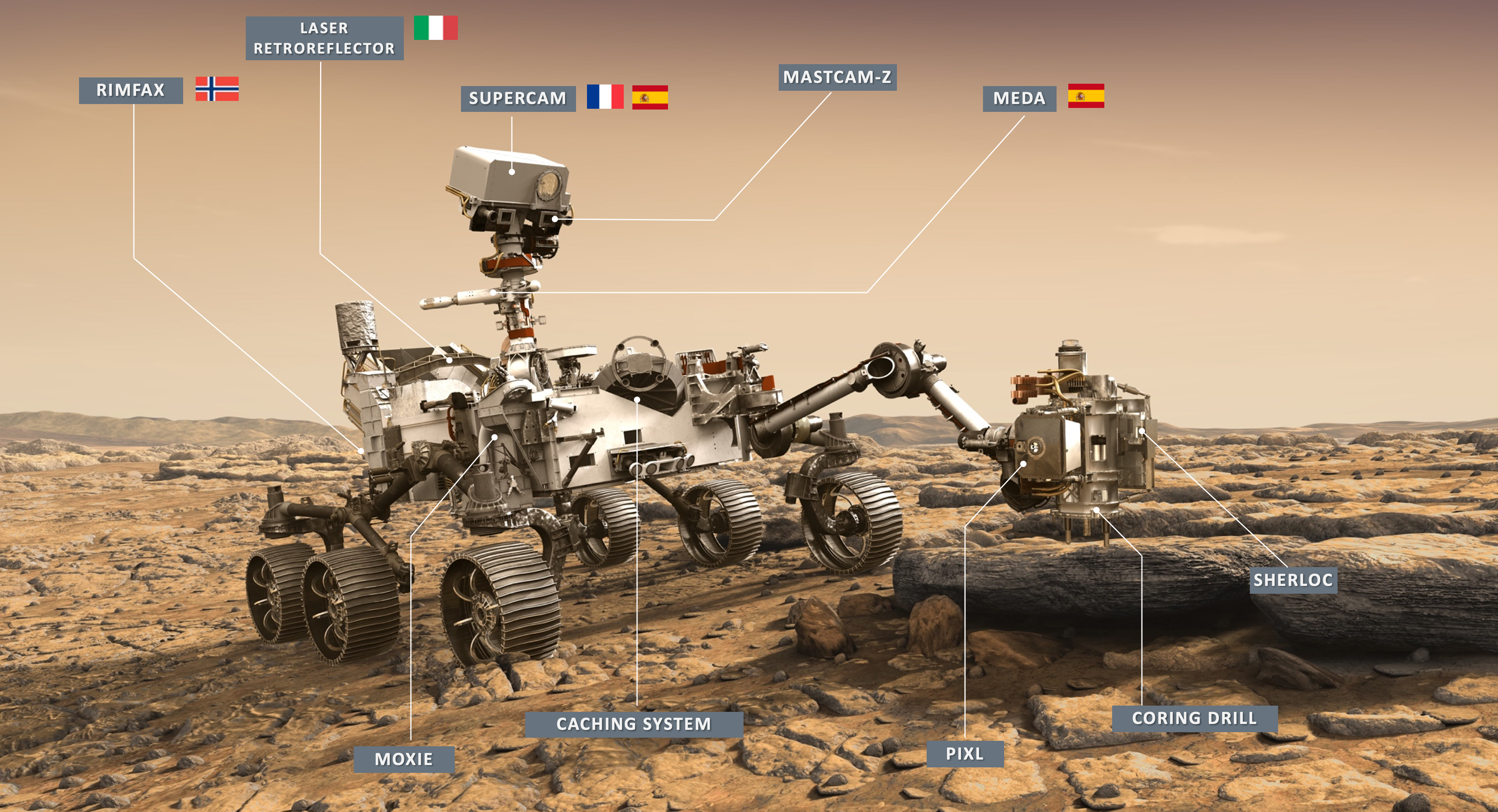
Popis roveru Perseverance.
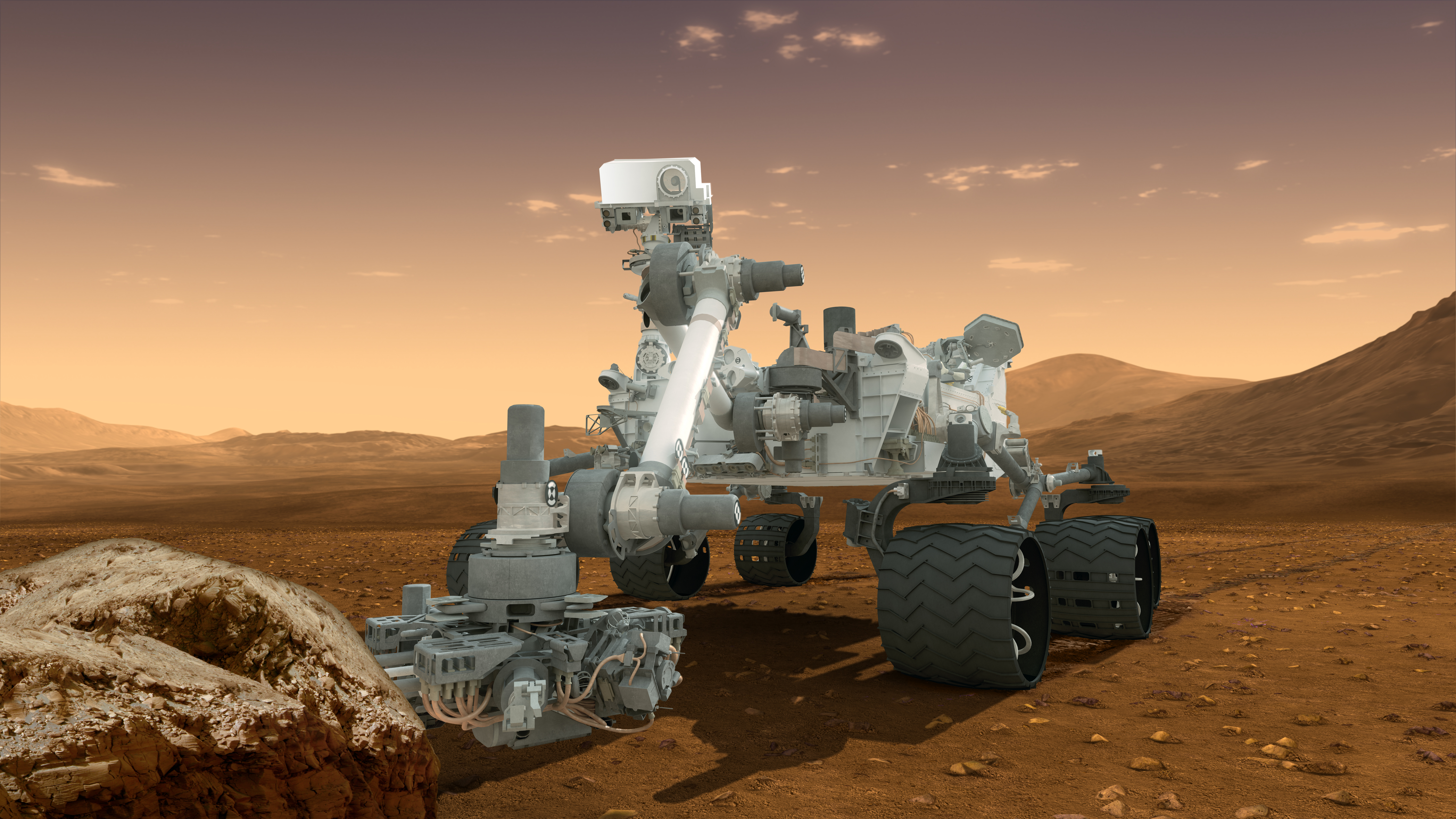
Rover Curiosity.
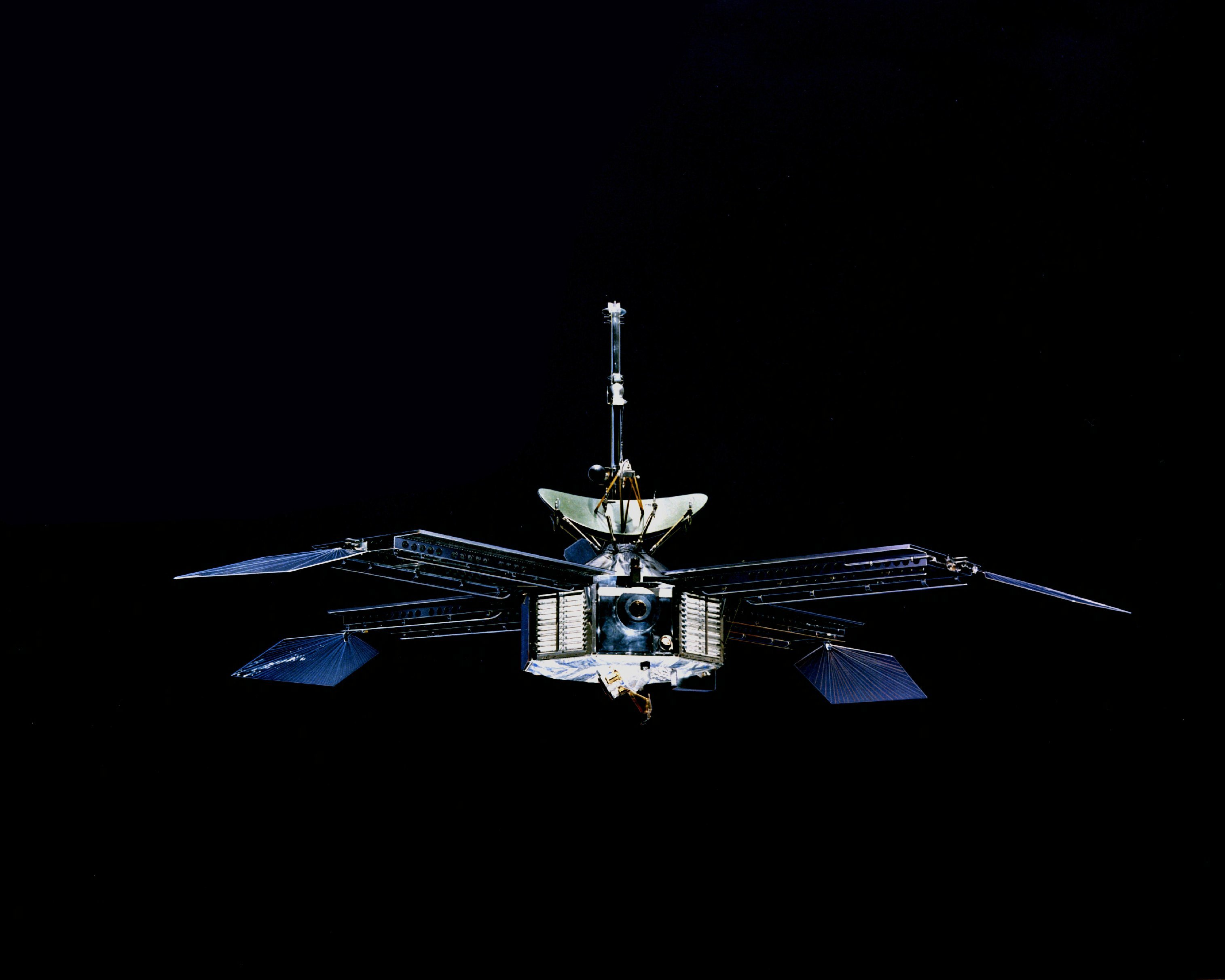
Mariner 4
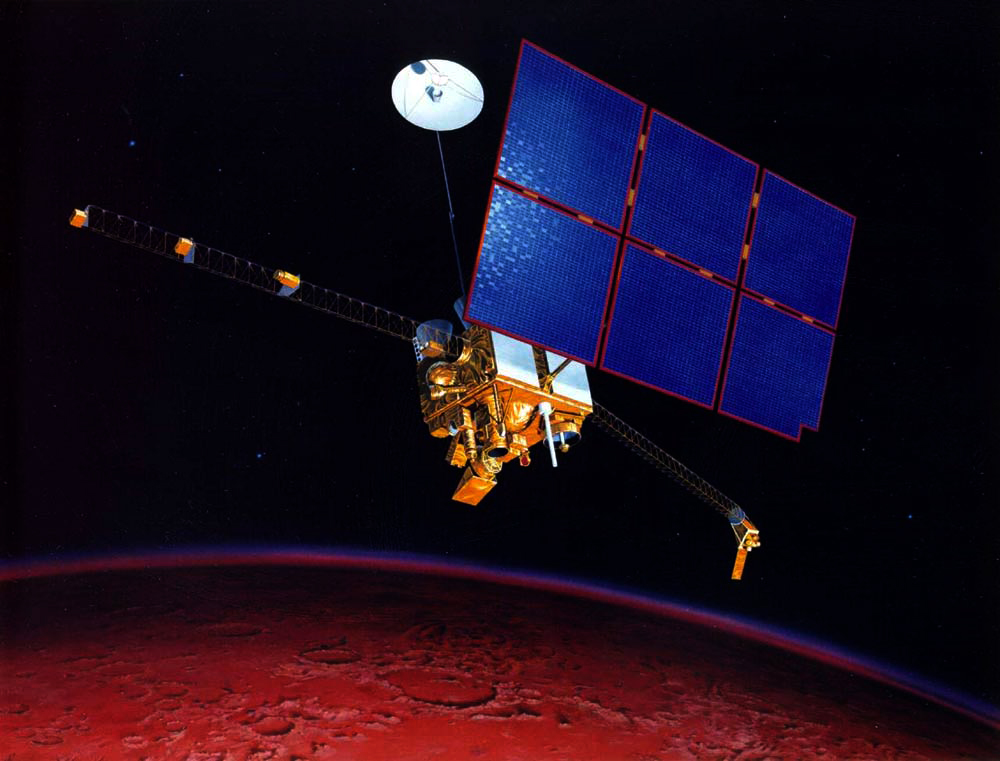
Mars Obserever.
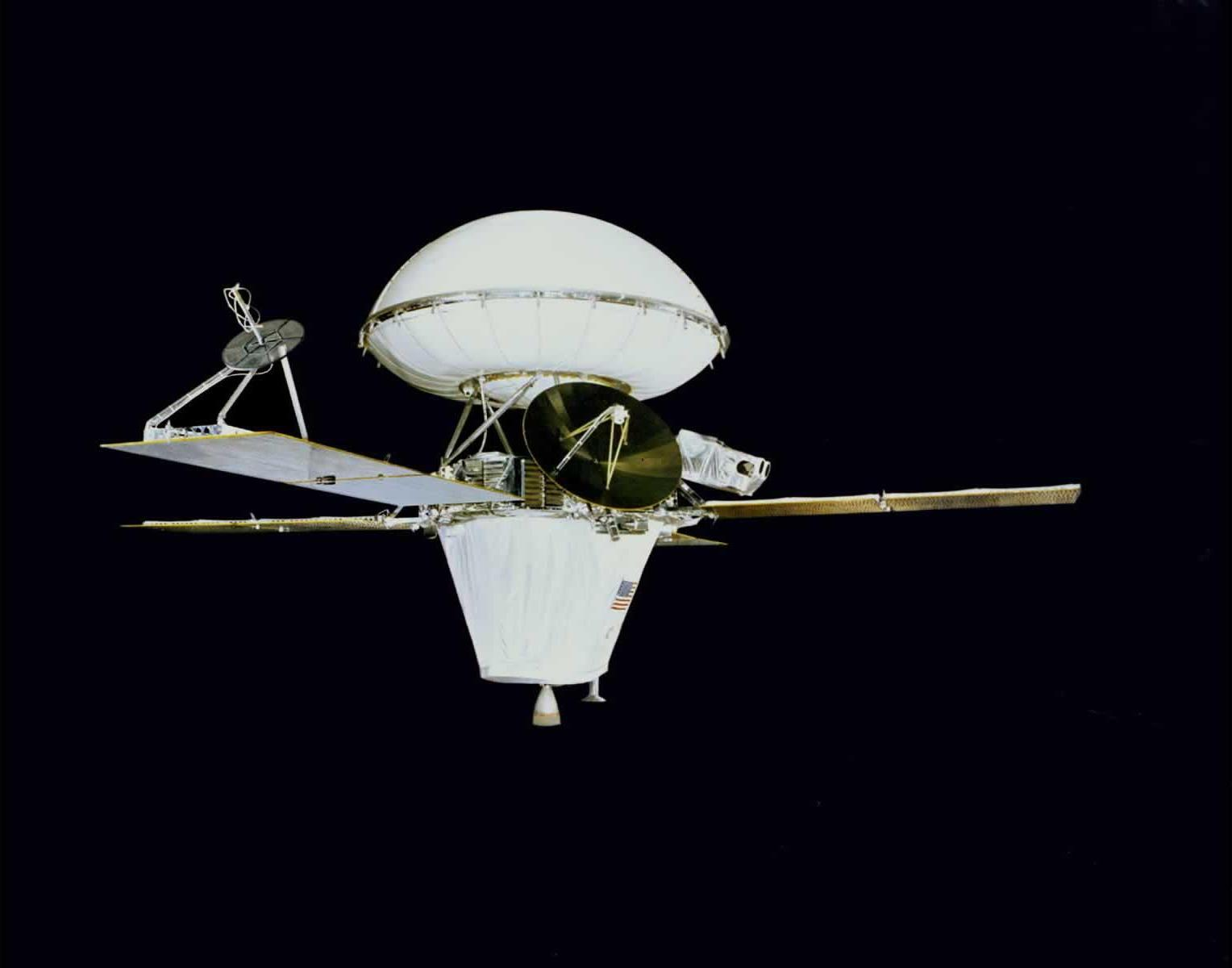
Viking 1
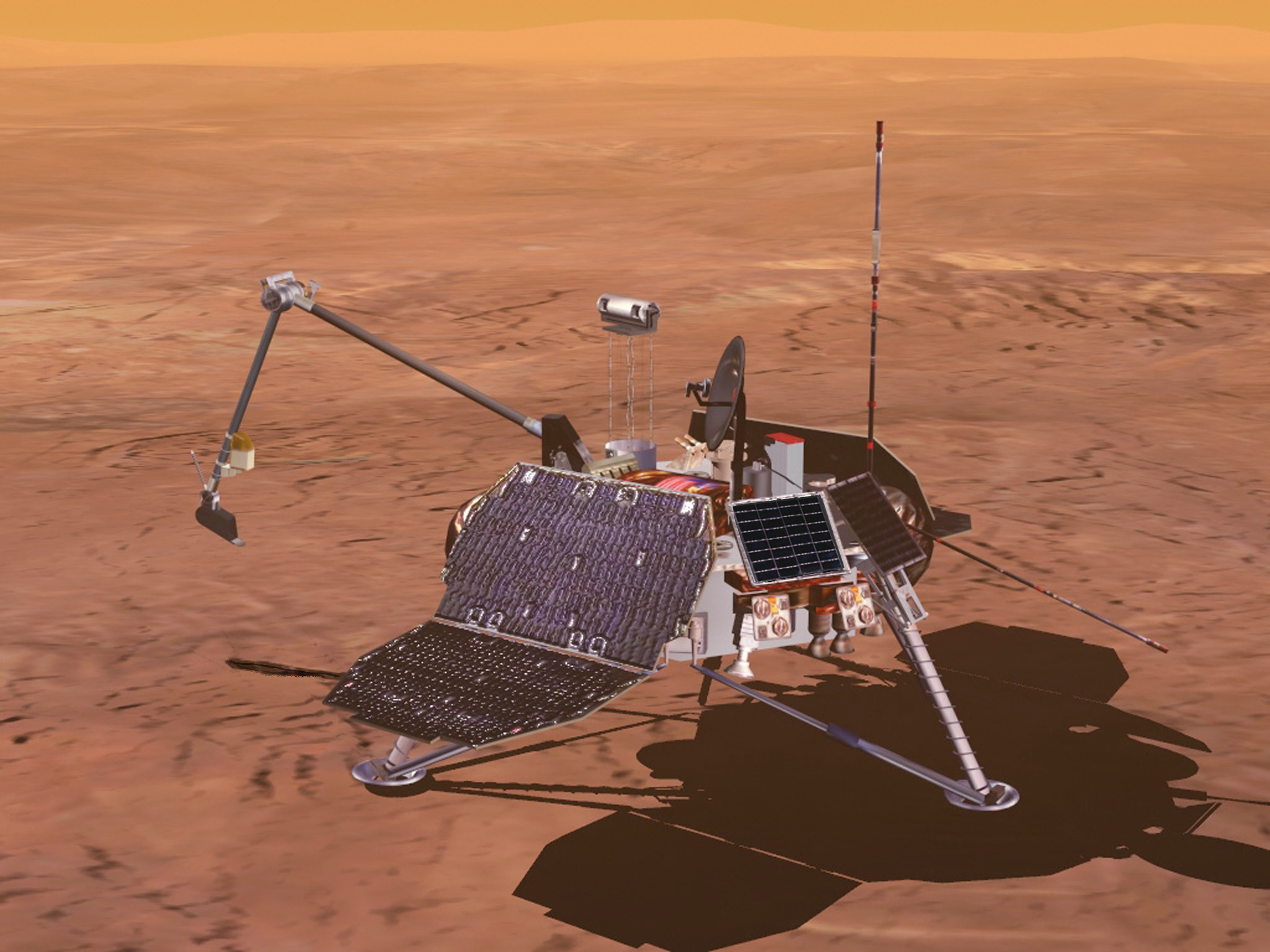
Mars Polar Lander
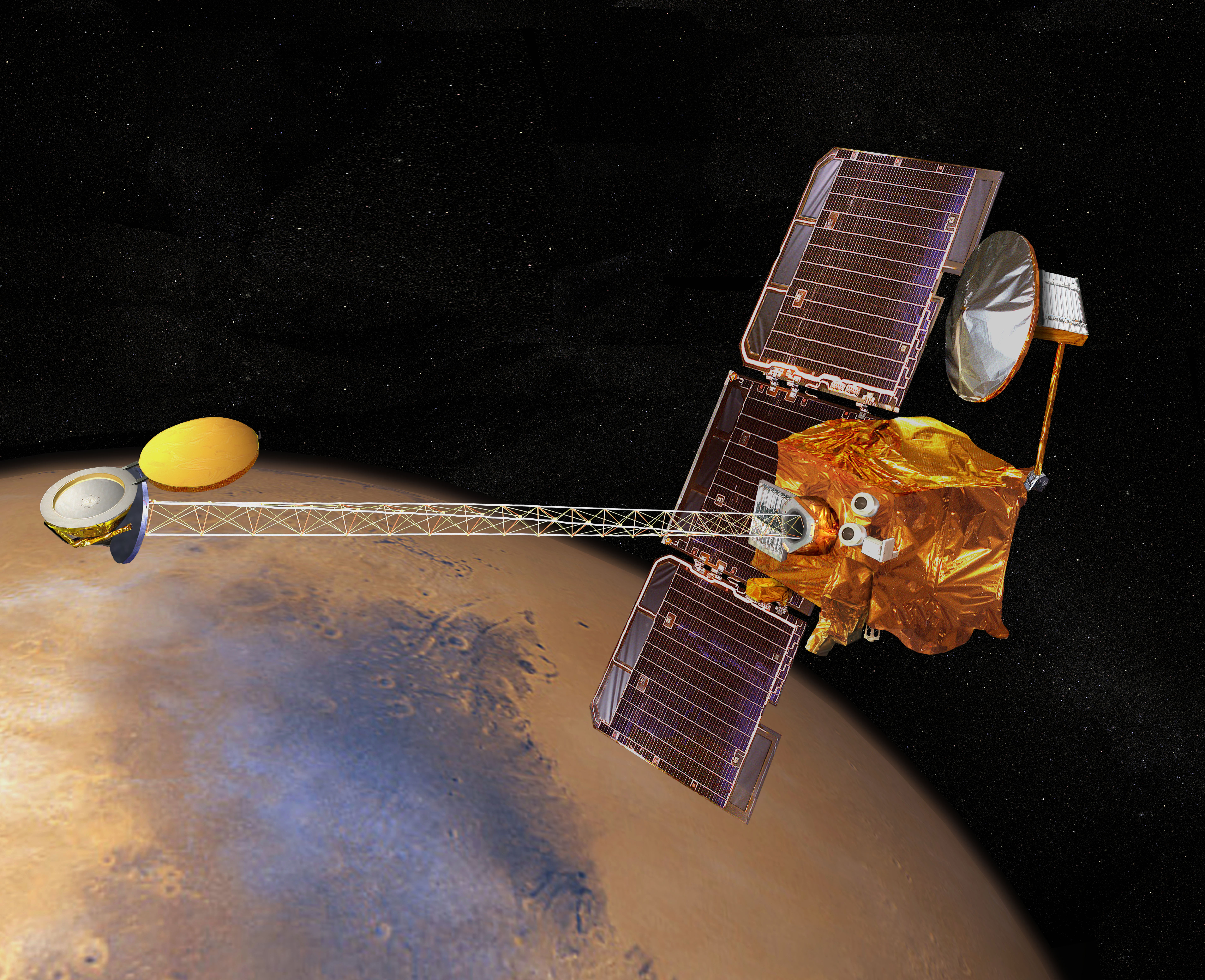
Mars Odyssey